# Gymnostylus signatus
Gymnostylus signatus är en skalbaggsart som beskrevs av Aurivillius 1916. Gymnostylus signatus ingår i släktet Gymnostylus och familjen långhorningar. Inga underarter finns listade i Catalogue of Life.